# Serrat de Runers
El Serrat de Runers és una muntanya de 1.500 metres que es troba al municipi de Capolat, a la comarca catalana del Berguedà.